# Georgeta Beca
Georgeta Beca (1966) è un'ex schermitrice rumena, specialista del fioretto, vincitrice di una medaglia d'argento ai Campionati mondiali di scherma.